# Utricularia firmula
Utricularia firmula är en tätörtsväxtart som beskrevs av Friedrich Welwitsch och Oliver. Utricularia firmula ingår i släktet bläddror, och familjen tätörtsväxter. Inga underarter finns listade i Catalogue of Life.